# La Chicana
La Chicana ist eine argentinische Tangoband. Die Band wurde 1995 in Buenos Aires von Dolores Solá, Acho Estol und Juan Valverde gegründet. Zu ihrem Repertoire gehören sowohl Stücke aus der frühen Zeit des Tangos als auch neue Kompositionen aus der Feder Estols.

## Diskografie
- Ayer hoy era mañana (1997)
- Un giro extraño (2000)
- Tango agazapado (2004)
- Canción llorada (Kompilation, 2005)
- Lejos (2006)